# Sant'Eufemia d'Aspromonte
Sant'Eufemia d'Aspromonte è un comune italiano di 3 647 abitanti della città metropolitana di Reggio Calabria in Calabria.

## Storia
Le origini del paese sono incerte. La presenza di tracce e di influssi greci nel dialetto, il toponimo Mistra, centro dell’antico abitato e nome di città greca, il culto per la protettrice Eufemia vergine e martire, santa originaria della Calcedonia, inducono a credere che i primi abitanti fossero greci. Il centro si sviluppò per il sorgere di numerosi monasteri di monaci venuti in Calabria fin dal 368. Nei secoli successivi l'arrivo di numerosi gruppi di monaci basiliani favorì il sorgere di molti monasteri: quello di Sant’Oreste, di Santa Eufemia, di San Luca, di San Bartolomeo dei quali restano dei ruderi e di cui parlano nelle loro opere il Fiore e il Marafioti. Il più importante di questi monasteri fu quello di San Bartolomeo di Trigona fondato da Bartolomeo di Simeri verso la metà del secolo XI, essendo il santo abate morto il 19 agosto del 1130.
Un documento storico trovato nell'Archivio di Stato di Napoli dall’eufemiese prof. Antonio Melardi ne attesta l'esistenza già nel 1102: "Nel 1145 si presentarono in Messina al Re Ruggero il Normanno due frati del convento di San Bartolomeo di Trigona, l’abate D.Filadelfo e il priore D.Stasio, chiedendo la rinnovazione di antichi sigilli, ossia diplomi di privilegi e di possedimenti, dei quali il cenobio godeva.Tali documenti in numero di diciannove erano quali in carta, quali in pergamena, ma tutti sbiaditi e laceri per vecchiezza. Tutti furono rinnovati ed alcuni anche ampliati per nuove concessioni: nel quinto di essi che è del 1102, si tratta del dono che un tal Roberto, feudatario, figliolo di Raone, faceva al monastero di San Bartomoleo di Trigona, di altri terreni e chiese, un mulino, il monastero di Sant'Eufemia, le terre di S. Oreste fino al fiume e fino alla via che viene da Sant'Eufemia." Il monastero fu visitato nel 1457 da Atanasio Calceopulos, divenuto poi vescovo di Gerace–Locri nel 1461. Le ricchezze del monastero, aveva una rendita annua di 1500 ducati, attirarono l’interesse dei Ruffo di Sinopoli e il cenobio cadde sotto il loro dominio nel XVI secolo.
Anche la tradizione orale popolare ricorda che al monastero entrava una ricchezza corrispondente ad un kg d'oro al giorno. Il monastero fu distrutto dal terremoto del 1783 ed i sette monaci superstiti, dei venti che contava, si trasferirono al SS Salvatore di Messina anch’esso fondato da san Bartolomeo. Restano i muri perimetrali, un portale con un capitello ed un rudere detto "U Campanaru", ed una fontana la cui acqua, dalla località Cellia, arrivava attraverso una condotta costituita da due tegole sovrapposte. Relativamente alla sua storia il paese subì le vicende di questa estrema parte della penisola. Patì la dominazione bizantina, normanna e sveva e le incursioni dei Saraceni. A tale proposito esiste in località Meladoro uno speco detto "Grotta dei Saraceni".
Sorgeva verso il 1250 la potenza della famiglia Ruffo con Tropeano Pietro, servo della casa Sveva, divenuto con intrighi e maneggi Conte di Catanzaro. Approfittando delle difficoltà di Manfredi, si impossessò di parte della Calabria e tra le lotte che vi furono in queste contrade è ricordata una battaglia sui Piani della Corona appena dopo la metà del XIII secolo. Successivamente nel 1283 i Piani della Corona furono ancora teatro di battaglie tra gli Angioini e Pietro d'Aragona prima e Giacomo, Re di Sicilia, dopo. Queste terre con la pace di Caltabellotta tornarono agli Angioini, ma saranno ancora teatro di lotte tra Spagnoli e Francesi dal 1495 al 1503.
Nel 1535 Carlo V, partito da Fiumara di Muro e diretto a Seminara, attraverso l’antica via Popilia, toccò San Bartolo, Sant'Eufemia e a Sinopoli si fermò in una località detta Alloggiamento. Il governo spagnolo aggravò con numerosi balzelli la situazione economica delle terre calabresi, inviando uno stuolo di rapaci funzionari. Fu un periodo ricordato come "Calabriae planctus" e lo strapotere dei nobili e la debolezza del governo di Napoli favorirono il banditismo. Il paese durante i secoli XVI, XVII, XVIII, fu casale di Sinopoli e subì la signoria dei Ruffo. Desideroso di sentirsi libero, il paese nel 1790, sotto il sindacato di Vincenzo Panuccio, intentò e vinse una causa per liberarsi dal loro dominio. In seguito il paese mutò il nome di Sant'Eufemia di Sinopoli in quello di Sant'Eufemia d’Aspromonte.
Nella sua storia il paese subì la violenza di numerosi sismi. Nel 1783, con le fortissime scosse del 5 e 7 febbraio, venne quasi completamente distrutto: morirono 945 abitanti dei 3 160 che contava con un danno di 300.000 ducati. Il paese doveva sorgere in un luogo denominato Petto del Principe secondo la pianta dell’architetto eufemiese Giuseppe Oliverio, rettificata dall'ingegnere Ferraresi, ma, per i numerosi contrasti sorti, fu riedificato in gran parte nel Paese Vecchio. Sant'Eufemia prese parte ai moti del Risorgimento ed ebbe con Carlo Muscari, strangolato a Napoli nel 1800, il primo martire. Nel territorio del comune, sull'Aspromonte, il 29 agosto 1862 Garibaldi fu ferito dai soldati regi di Pallavicini. Sul luogo dello scontro sorge un monumento visitato dai turisti. (vedi Impresa Garibaldina) Il paese fu elevato a Pretura nel 1860, ma nel 1891 gli fu tolta la sede mandamentale.
Il terremoto del 1894 distrusse 213 case e danni provocarono quelli del 1905 e del 1907. Il paese fu del tutto distrutto dal terremoto 28 dicembre 1908. Morirono 839 persone delle 6 285 che allora contava. Della grande tragedia lasciò un commovente ricordo il medico Bruno Giuffrè nel libro Quarant’anni in condotta. Gli Eufemiesi furono allora aiutati dai Milanesi che costruirono numerosi gruppi di baracche e portarono soccorso in denaro ed in indumenti e costruirono una chiesa dedicata a sant'Ambrogio. La statua fu donata l'8 maggio 1909 dal beato cardinale Ferrari. La città di Milano donò il 9 marzo 1909 la propria bandiera, croce rossa in campo bianco, al comune di Sant'Eufemia. Questa chiesa è stata ricostruita in muratura alla fine degli anni '60. Nel territorio del comune a metà degli anni '80 è stato scoperto in località Serro di Tavola, un fortino che gli studiosi dicono essere greco risalente al V–III secolo a.C.
Il fortino, quasi certamente, aveva il compito di controllare le via di accesso all’Aspromonte e la coltivazione dei prodotti agricoli sui piani. Un altro fortino, forse simile, sembra essere stato rinvenuto in una località detta "Acqua del Monaco" ad un’altezza di circa 1400 m sul livello del mare. Oltre a controllare le vie di accesso all'Aspromonte e quindi le comunicazioni con la costa ionica e i prodotti agricoli dei piani, tale fortino poteva essere "un santuario di frontiera" e delimitare le zone di influenza che appartenevano alle città di Reggio e di Locri sulla piana del fiume Petrace. Un vaso di terracotta risalente al V secolo a.C. rinvenuto in località Vela dei piani d’Aspromonte, un altro reperto rinvenuto in località Macularia e un’ascia di bronzo inducono a credere che nella zona, forse, erano già allora presenti villaggi di contadini e di pastori dai quali in seguito si potrebbe essere sviluppato il paese di Sant'Eufemia.

### Faida di Sant'Eufemia
Tra il 1943 e il 1945 l'Aspromonte e la Piana di Gioia Tauro furono interessate da un violento scontro tra due bande armate, una a Sinopoli capeggiata da Gioacchino Leonello, mentre a Sant'Eufemia diretta da Vincenzo Pinneri. La faida causò una lunga serie di vittime nei due paesi. Il 2 luglio 1944, Vincenzo Pinneri penetra nel palazzo municipale insieme ad alcuni uomini armati, successivamente assalta la caserma dei Carabinieri costringendo i militari ad arrendersi. Dopo questi eventi i due clan furono decimati dalle forze dell'ordine nel 1945.

### Simboli
Lo stemma del Comune è stato adottato il 16 gennaio 1995.

## Monumenti e luoghi d'interesse

### Architetture religiose
- Chiesa di Maria Santissima delle Grazie
- Chiesa di San Giuseppe
- Chiesa del Purgatorio
- Chiesa di Sant'Eufemia vergine e martire
- Chiesa di Maria Santissima del Carmine

### Luoghi di interesse artistico-culturale
- Museo della civiltà contadina
- Mausoleo di Garibaldi
- Fontana Nucarabella
- Ruderi monastero San Bartolomeo
- Viadotto dell'ex ferrovia tratta Gioia Tauro-Sinopoli
- Chiesa di Maria Ss. del Rosario

## Società

### Evoluzione demografica
Abitanti censiti

### Religione
La religione più diffusa è quella cattolica di rito romano. Il comune fa parte della diocesi di Oppido Mamertina-Palmi e del vicariato di Palmi. Il territorio comunale è suddiviso in due parrocchie, Sant'Eufemia Vergine e martire e Santa Maria delle Grazie. Sempre in ambito del cattolicesimo è presente a Sant'Eufemia d'Aspromonte l'istituto religioso femminile delle Figlie del Divino Zelo.

### Tradizioni e folclore
Le tradizioni di Sant'Eufemia d'Aspromonte sono legate soprattutto a festeggiamenti religiosi,ma negli anni non sono mancate manifestazioni di carattere nazionale. Nel 1977 si tenne la finale nazionale di Miss Italia, venne incoronata la siciliana Anna Kanakis.
Ogni anno nel mese di Agosto si tiene la tradizionale sagra della patata, prodotto tipico del territorio.
La più importante tra le feste religiose è la festa patronale di Santa Eufemia, celebrata il 16 settembre con solenne processione della statua della santa per le vie cittadine ed al termine la tradizionale entrata con i fuochi d'artificio. L'elenco completo delle celebrazioni cattoliche che vengono svolte durante l'anno, nel territorio comunale, è il seguente:
- Festa di San Giuseppe, 19 marzo;[8]
- Processione dei misteri, Venerdi Santo;
- Festa di Santa Maria Ausiliatrice, 24 maggio;[9]
- Festa di Sant'Antonio, 13 giugno;[10]
- Festa di Maria Santissima del Carmelo, 16 luglio;[11]
- Festa dei Santi Cosma e Damiano, prima domenica di Agosto-26 settembre;[12]
- Festa di San Domenico, prima domenica di agosto, nei Piani d'Aspromonte;[13]
- Festa di Santa Eufemia Vergine e Martire, 16 settembre;
- [14] Festa di Maria Santissima Immacolata, 8 dicembre.[15]

### Festa dei SS.MM Cosma e Damiano
I festeggiamenti in onore dei Santi medici vengono svolti la prima domenica di Agosto nella chiesa di Maria Ss. delle Grazie. I festeggiamenti religiosi iniziano con il novenario, mentre la Domenica mattina si celebra una santa messa solenne. Alle 18.00 inizia la processione per le vie del paese seguita da fedeli,dalla banda musicale e dai tamburi. Con una durata di quasi quattro ore percorre tutte le principali vie del paese, sostando in tutte le chiese (Dal 2016 il percorso e la durata sono stati limitati a causa di un provvedimento da parte della Diocesi di Oppido Mamertina-Palmi). I festeggiamenti civili invece prevedono luminarie e bancarelle e solitamente due spettacoli musicali il sabato e la domenica, mentre sono previsti i fuochi d'artificio al rientro della processione ed alle 24.00 a conclusione festeggiamenti. La festa è nota soprattutto per i concerti musicali, infatti nel corso degli anni per la festa dei Ss.Cosma e Damiano si sono esibiti artisti e gruppi quali: Anna Oxa, Marco Ferradini, Pierangelo Bertoli, Povia, Massimo Di Cataldo, Laura Bono, Studio 3, Luca Napolitano, Marco Masini, Lucio Dalla ed altri ancora. Il 26 settembre nel giorno della ricorrenza si svolgono delle celebrazioni eucaristiche.

### Festa della B.V. Maria del Monte Carmelo
I festeggiamenti religiosi della Madonna del Carmine nella chiesa di Sant'ambrogio iniziano il 6 luglio con l'esposizione della statua ai fedeli, segue il tradizionale novenario ed infine il 16 luglio vengono svolte delle celebrazioni eucaristiche la mattina. Alle 18.00 inizia la processione per le vie del paese seguita da fedeli, dalla banda musicale e da una fanfara di tamburi. La processione ha una durata di circa tre ore e mezza e percorre le principali vie del paese, sostando in tutte le chiese. (Dal 2016 il percorso e la durata sono stati limitati a causa di un provvedimento da parte della Diocesi di Oppido Mamertina-Palmi). Il programma civile prevede luminarie, bancarelle e anche dei spettacoli musicali nei giorni festivi. Gli spettacoli pirotecnici sono tre: il primo il 6 luglio dopo l'esposizione della statua al termine della messa, il secondo, il 16 luglio al termine della processione in piazza Azzolina. Infine l'ultimo spettacolo pirotecnico alle ore 24.00 di chiusura festeggiamenti.

### Festa patronale di Santa Eufemia V.M
La festa di Santa Eufemia V.M è la più sentita tra la popolazione Eufemiese, essendo la festa della Santa patrona. I festeggiamenti religiosi iniziano il 6 di settembre con il tradizionale "Luminario" un grande falò acceso davanti all'omonima chiesa parrocchiale. Il novenario viene celebrato da parroci della Diocesi di Oppido Mamertina-Palmi. Il 16 settembre giorno della festa viene celebrata una messa solenne con la partecipazione dell'amministrazione comunale e delle autorità civili e militari della città. Alle 17.30 inizia la solenne processione per le vie del paese seguita dai fedeli, dalla banda musicale e da una fanfara di tamburi. Durante il tragitto vengono sparati vari fuochi d'artificio in segno di devozione alla Santa da parte di cittadini. La processione sosta dentro tutte le chiese del paese, mentre è prevista una sosta durante il percorso della strada principale da dove si intravede il ponte della Ferrovia Gioia Tauro-Palmi-Sinopoli. Da esso viene accesa una girandola e vengono eseguiti La leggenda del Piave e l'inno di Mameli .(Dall'edizione 2016 la processione è stata dimezzata a 2 ore a causa di un provvedimento del vescovo valido per tutte le processioni della diocesi). Il programma civile prevede anch'esso luminarie e bancarelle, nelle serate del 15-16 settembre sono previsti solitamente dei concerti musicali, infatti negli anni per la festa patronale si sono esibiti: Claudio Villa, Stadio (gruppo musicale), Toto Cutugno, Ricchi e Poveri, Luca Barbarossa, Gerardina Trovato, TaranProject, Marcello Cirillo e Demo Morselli e altri. L'evento che caratterizza la festa sono i fuochi d'artificio. Il 6 settembre viene effettuato uno spettacolo pirotecnico al termine del "Luminario", il 16 giorno della festa alle 20.30 al termine della processione c'è la tradizionale "Entrata" dove i portatori con il simulacro percorrono avanti e indietro un tunnel di fuochi pirotecnici. Nella prima parte del vicolo in via Belvedere ci sono 16 girandole di vario colore, mentre la seconda parte in piazza Vittorio Emanuele II c'è la "cassa infernale" due pareti di girandole e fuochi pirotecnici. Questa tradizione è molto antica ed unica in Italia, richiama fedeli e non provenienti dai paesi limitrofi e da tutta la Piana di Gioia Tauro. Alle 24.00 circa invece viene effettuato lo spettacolo pirotecnico di conclusione festa.

### Festa di San Giuseppe
I festeggiamenti in onore di San Giuseppe si celebrano nella Chiesa della Madonna del Rosario. Come da tradizione si celebra il novenario, mentre il mercoledì prima della festa viene svolto un banchetto gratuito di pasta e ceci antica tradizione Eufemiese. Il giorno della festa il 19 marzo vengono celebrate due messe solenni la mattina, ed alle 16.00 inizia la processione con una durata di circa tre ore e mezza percorre le principali vie del paese. Al rientro viene celebrata una messa solenne di chiusura festeggiamenti. Da tradizione secolare vengono effettuati due spettacoli di fuochi d'artificio, il primo al rientro della processione, ed il secondo dopo la santa messa alle 20.30 circa.

### Festa di Maria Santissima Immacolata
La festa dell'Immacolata si svolge nella chiesa di Maria SS. delle Grazie. Fino ai primi anni 2000 la novena veniva celebrata alle 5.00 del mattino, ora questa antica tradizione è pian piano scomparsa, viene comunque celebrata in serata. La mattina dell'8 dicembre vengono celebrate due messe tra cui una solenne. Nel primo pomeriggio alle 15.00 inizia la processione seguita dai fedeli e dalla banda musicale. Con una durata di tre ore e mezza percorre le vie principali del paese. Al rientro viene celebrata una santa messa di fine festeggiamenti. I fuochi d'artificio vengono eseguiti solitamente al rientro della processione.

## Economia
L'economia si basa quasi totalmente sull'agricoltura.

## Infrastrutture e trasporti
Il comune è interessato dalle seguenti direttrici stradali:
- di Bagnara Calabra e Bovalino

## Amministrazione
| Periodo          | Periodo          | Primo cittadino                                   | Partito                            | Carica                    | Note   |
| ---------------- | ---------------- | ------------------------------------------------- | ---------------------------------- | ------------------------- | ------ |
| 16 novembre 1997 | 27 maggio 2002   | Vincenzo Saccà                                    | lista civica di centro-sinistra    | Sindaco                   | [ 16 ] |
| 27 maggio 2002   | 28 maggio 2007   | Giovanni Fedele                                   | lista civica                       | Sindaco                   | [ 16 ] |
| 28 maggio 2007   | 7 maggio 2012    | Vincenzo Saccà                                    | lista civica                       | Sindaco                   | [ 16 ] |
| 7 maggio 2012    | 11 giugno 2017   | Domenico Creazzo                                  | lista civica Leali al paese        | Sindaco                   | [ 16 ] |
| 11 giugno 2017   | 26 febbraio 2020 | Domenico Creazzo                                  | lista civica Leali al paese        | Sindaco                   | [ 16 ] |
| 26 febbraio 2020 | 14 agosto 2020   | Silvana Merenda                                   |                                    | Commissario straordinario | [ 16 ] |
| 14 agosto 2020   | 27 novembre 2022 | Silvana Merenda Emma Caprino Salvatore Del Giglio |                                    | Commissario straordinario | [ 17 ] |
| 28 novembre 2022 | in carica        | Pietro Violi                                      | lista civica Il paese che vogliamo | Sindaco                   | [ 16 ] |